# NANCY-MI847J (Tekken)
NANCY-MI847J je jedan od likova u serijalu videoigara Tekken. To je veliki robot i sigurnosna jedinica kojom zapovijeda Jin Kazama. Vrlo ga je teško uništiti, te posjeduje arsenal oružja. Kao Azazel, NANCY nije lik kojeg se može otključati. NANCY se pojavljuje samo u modovima Arcade i Time Attack kao bonus runda prije borbe s Jinom Kazamom. Postoji više NANCY robota, što dokazuje činjenica da su Lars Alexandersson, Alisa Bosconovitch susreli neprijateljskog robota koji se vidi u scenariju u kampanji. Robot je uništen od strane Ravena što se vidi u istoj sceni. Drugi robot NANCY se može koristiti na jednoj razini u kampanji (početna infiltracija sjedišta G Corporationa). Igrač ga može koristiti za borbu protiv neprijatelja u predvorju i dvorištu G Corporationa.

## Uvod
NANCY-MI847J (obično skraćeno samo na NANCY) je bonus šef u nastavcima Tekken 6 i Tekken 6: Bloodline Rebellion. Pojavljuje se u modu Arcade na sedmoj stazi pod naslovom extra runda. Slova "MI" su kratica za "Mishima Industries", "847" je broj modela i "J" je kratica za Japan. Službeni naziv robota je Mishima Heavy Industries "BLOODY NANCY" Tip 847 Japan. Prema Tekkenu 6, Nancy Dietrich je direktorica dizajna serije robota "MI". Ona i nekoliko drugih znastvenika ubijeno je u napadu robota Jack-4. za vrijeme petog natjecanja The King of Iron Fist Tournament.

## Vanjske poveznice
- NANCY-MI847J - Tekkenpedia  Arhivirana inačica izvorne stranice od 20. kolovoza 2012. (Wayback Machine)
- NANCY-MI847J - Tekken Wiki